# Čad (jezero)
Čad je jezero v Srednji Afriki, ki se nahaja v zaprti kotlini ob južnem robu Sahare, v polsuhem Sahelu. Upravno spada pod ozemlje Čada, Kameruna, Nigerja in Nigerije in kot daleč največje vodno telo v tem delu celine predstavlja neprecenljiv vir vode za ekosistem in ljudi, ki okrog njega živijo. Daleč najpomembnejši pritok je reka Šari z največjim pritokom Logone, ki priteče v Čadsko kotlino z jugovzhoda in prinaša kar 96 % vode. Kotlina je z vseh strani zaprta, zato jezero nima odtoka. Vodostaj Čada je tako odvisen zlasti od padavin v porečju Šarija in stopnje izhlapevanja v Čadski kotlini, kar zaradi plitkosti močno vpliva na obseg.

## Hidrologija
Jezero je znano po velikem nihanju vodostaja in s tem obsega v krajših in daljših časovnih obdobjih. Že v obdobju pičlih 200 let od začetka 19. stoletja so ga evropski raziskovalci opisovali bodisi kot ogromno jezero, bodisi kot obsežno območje deloma presušenih močvirij. V začetku holocena pred 8500 do 6300 leti je obsegal kar 340.000 km², v sodobni zgodovini pa ločujemo tri glavne stopnje:
- veliko jezero: 20.000–25.000 km² odprtega jezera z manjšimi peščenimi otoki, v tem stanju ima odtok proti depresiji Bodélé na severovzhodu
- srednje (normalno) jezero: 15.000–19.000 km² enotne površine s tisoči peščenih otokov in nekaj močvirnatega sveta ob bregovih, z očitno delitvijo na severno in južno kotanjo, ki pa sta še povezani
- majhno jezero: 2000–14.000 km² močvirnate površine z le 1700 km² stalne odprte vodne površine ob izteku reke Šari v južni kotanji; severna kotanja in preostanek južne kotanje sta napolnjena le sezonsko

Zaradi prevladujočih sušnih obdobij od 1970. let dalje je bil Čad večino tega časa v stanju majhnega jezera in se krčil. Krčenje velja za ekološko in humanitarno katastrofo, za katero naj bi bila delno odgovorna tudi netrajnostna uporaba vode za namakanje in druge potrebe lokalnega prebivalstva, vendar pa umetni odvzem predstavlja le majhen delež celotne vodne bilance, zato po mnenju drugih nima bistvenega vpliva (za razliko od Aralskega jezera). Glavna težava so podnebne spremembe, ki vplivajo na razporeditev padavin in s tem sušo na tem območju v zadnjih desetletjih.

## Izkoriščanje
Prvi projekti za izkoriščanje vode za namakanje so se začeli v Nigeriji konec 1980. let, a zaradi krčenja jezera niso bili realizirani v polnem obsegu in so bili po nekaj letih povsem opuščeni. Vključno z uporabo vode iz reke Šari zdaj predstavlja odvzem 200 do 300 milijonov kubičnih metrov na leto. V fazi načrtovanja in zgodnjih študij je projekt izgradnje prekopa, ki bi napolnil jezero Čad iz reke Ubangi.